# Sabu (acteur)
Pour les articles homonymes, voir Sabu.
Sabu est un acteur indien naturalisé américain, de son nom complet Sabu Dastagir (ou Selar Sheik Sabu — non confirmé —), né le 27 janvier 1924 à Mysore (Inde), mort le 2 décembre 1963 à Chatsworth — quartier de Los Angeles (Californie, États-Unis).

## Biographie

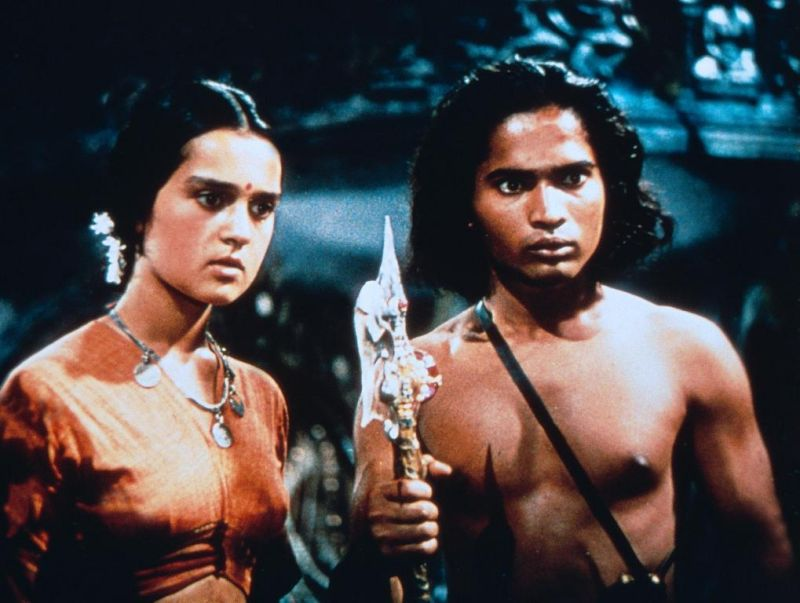
Avec Patricia O'Rourke,
dans Le Livre de la jungle (1942)

En 1936, Robert J. Flaherty tourne en Inde britannique des scènes pour une production de la London Films (cofondée par Alexander Korda), Elephant Boy (sorti en 1937) et, à la recherche d'un jeune meneur d'éléphant, découvre Sabu Dastagir, fils du chef des cornacs du maharadjah de Mysore, âgé de 12 ans.
Celui-ci signe alors un contrat avec ladite London Films et vient achever à Londres le tournage de cette coréalisation de Flaherty et Zoltan Korda. Suivront, au Royaume-Uni, trois autres films, dont le plus connu de l'acteur, Le Voleur de Bagdad (The Thief of Bagdad, 1940), avec Conrad Veidt et Rex Ingram.
En 1942, Sabu arrive aux États-Unis où, après Le Livre de la jungle (Jungle Book), il obtient un contrat auprès d'Universal Pictures. Il tourne plusieurs films à Hollywood jusqu'en 1963, année de sa mort brutale, notamment Massacre pour un fauve (Rampage, 1963), avec Robert Mitchum et Jack Hawkins, et A Tiger Walks (son dernier film, sorti en 1964), avec Vera Miles et Brian Keith.
Naturalisé américain en 1944 (il sert alors dans l'U.S. Air Force), il revient en 1947 au Royaume-Uni pour deux films — dont Le Narcisse noir (Black Narcissus), avec Deborah Kerr, Flora Robson, Jean Simmons —. Également, il participe en Inde (désormais indépendante) à un film en 1952, ainsi qu'à quelques autres productions européennes, notamment Bonjour éléphant ! (Buongiorno, elefante !, 1952), avec Vittorio De Sica, ou Les Mystères d'Angkor (Herrin der Welt - Teil I, 1960), avec Micheline Presle, Lino Ventura et Gino Cervi.
En 1963, alors qu'il n'a pas encore atteint quarante ans, il est emporté par une crise cardiaque. Une étoile lui est dédiée sur le Walk of Fame d'Hollywood Boulevard.
Il est nommé dans le 238e des 480 souvenirs cités par Georges Perec dans Je me souviens.

## Filmographie

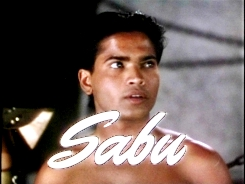
Dans Le Signe du cobra (1944)

- 1937 : Elephant Boy de Robert J. Flaherty et Zoltan Korda
- 1938 : Alerte aux Indes (The Drum) de Zoltan Korda
- 1940 : Le Voleur de Bagdad (The Thief of Bagdad) de Ludwig Berger, Michael Powell et Tim Whelan
- 1942 : Le Livre de la jungle (Jungle Book) de Zoltan Korda
- 1942 : Les Mille et Une Nuits (Arabian Nights) de John Rawlins
- 1943 : La Sauvagesse blanche (White Savage) d'Arthur Lubin
- 1944 : Le Signe du cobra (Cobra Woman) de Robert Siodmak
- 1946 : Tanger (Tangier), de George Waggner
- 1947 : Le Narcisse noir (Black Narcissus) de Michael Powell et Emeric Pressburger
- 1947 : Au bout du fleuve (The End of the River) de Derek N. Twist
- 1948 : Man-Eater of Kumaon de Byron Haskin
- 1949 : La Révolte des fauves (Song of India) d'Albert S. Rogell
- 1951 : Savage Drums de William A. Berke
- 1952 : Baghdad de Nanabhai Bhatt
- 1952 : Bonjour éléphant ! (Buongiorno, elefante !) de Gianni Francioli
- 1954 : Le Trésor du Bengale (Il tesoro del Bengala) de Gianni Vernuccio
- 1956 : Jungle Hell (ou Jungle Boy) de Norman A. Cerf
- 1956 : The Black Panther de Ron Ormond (en) (court métrage)
- 1956 : Jaguar de George Blair
- 1957 : Sabu and the Magic Ring (en) de George Blair
- 1960 : Les Mystères d'Angkor (Herrin der Welt - Teil I) de William Dieterle
- 1963 : Massacre pour un fauve (Rampage) de Phil Karlson
- 1964 : Les Pas du tigre (A Tiger Walks) de Norman Tokar